# Recopa Catarinense
La Recopa Catarinense es una competición oficial de fútbol que se enfrenta a los ganadores del Campeonato Catarinense y de la Copa Santa Catarina, siempre en el año siguiente a la conquista de los respectivos títulos.

## Historia
En enero de 2018, Chapecoense, poseedor del título del Campeonato Catarinense de la temporada anterior, disputó un amistoso contra el ganador de la Copa Santa Catarina, el Tubarão. El partido sirvió para ayudar en la idealización de la Recopa Catarinense y contribuyó a incrementar la visibilidad del fútbol en el estado, ya que fue transmitido por SporTV. 
La competición fue instituida por la Federación Catarinense de Fútbol en septiembre de ese año y la organización tenía previsto realizarla en enero, convirtiéndose en el primer partido de la temporada. Sin embargo, la Copa América provocó una distorsión en el calendario 2019 que se reflejó en los campeonatos estatales. Como resultado, la realización de la Recopa en el primer mes del año se volvió impracticable. El partido fue reprogramado más tarde para julio.
Figueirense conquistó el cupo en la primera edición al ganar el Campeonato Catarinense de la temporada anterior. El oponente, a su vez, ganó el cupo después del título de la Copa Santa Catarina. El partido se llevó a cabo en el Estadio Orlando Scarpelli y terminó con una simple victoria del equipo local. El gol del triunfo lo marcó el delantero Rafael Marques.
Brusque volvió a ganar la Copa Santa Catarina y garantizó su segunda participación. El oponente en 2020 fue el Avaí, campeón del campeonato catarinense. En esta ocasión, el partido se desarrolló el 18 de enero, en el Estadio Aderbal Ramos da Silva. Los visitantes triunfaron con dos goles de Edu y consiguieron el título de la segunda edición.
El equipo derrotado, sin embargo, participó en la competición del año siguiente y triunfó sobre Avaí. En 2021, Chapecoense perdió ante Joinville en la tanda de penales.
El 20 de enero de 2022, Avaí y Figueirense se enfrentaron por primera vez en esta competición. El partido se jugó en el estadio Aderbal Ramos da Silva y terminó con victoria del Figueirense, que consiguió su segundo título. Sin embargo, Brusque volvió a igualar la hazaña al vencer al debutante Marcílio Dias al año siguiente.

## Palmarés
- Se juega a partido único en cancha del equipo campeón del Campeonato Catarinense del año anterior.

## Títulos por equipo
| Club          | Títulos | Subtítulos | Años campeón | Años subcampeón |
| ------------- | ------- | ---------- | ------------ | --------------- |
| Brusque       | 2       | 1          | 2020, 2023   | 2019            |
| Criciúma      | 2       | 0          | 2024, 2025   | ----            |
| Figueirense   | 2       | 0          | 2019, 2022   | ----            |
| Joinville     | 1       | 0          | 2021         | ----            |
| Avaí          | 0       | 2          | ----         | 2020, 2022      |
| Marcílio Dias | 0       | 2          | ----         | 2023, 2024      |
| Chapecoense   | 0       | 1          | ----         | 2021            |
| Concórdia     | 0       | 1          | ----         | 2021            |